# Joseph Needham
Noel Joseph Terence Montgomery Needham CH FRS, FBA (Londres, 9 de desembre de 1900 - Cambridge, 24 de març de 1995), també conegut com a Li Yuese (xinès tradicional 李約瑟, simplificat 李约瑟, pinyin Lǐ Yuēsè Wade-Giles Li Yüeh-Sê) va ser un bioquímic britànic, però fou més conegut en la seva faceta d'historiador preeminent de la ciència i la tecnologia a la Xina. Va ser triat com a membre tant de la Royal Society com de la British Academy, una fita bastant inusual. A la Xina, és conegut pel seu nom xinès, Li Yuese.
Va ser el primer acadèmic occidental a reconèixer el passat científic de la Xina a través de la seva sèrie Science and Civilization in China, una monumental obra enciclopèdica que revelava el desenvolupament de la ciència en aquell país. En ella formula la seva "Gran Pregunta", sobre l'estancament del desenvolupament tecnològic a la Xina.

## Trajectòria
Needham va ser el fill únic d'una família escocesa resident a Londres. El seu pare va ser un metge i la seva mare una compositora i professora de música. Va estudiar a la Universitat de Cambridge, on va obtenir la seva llicenciatura el 1921, el seu mestratge el gener de 1925 i el seu doctorat l'octubre del mateix any, en l'especialitat de bioquímica. Després d'haver-se graduat, va treballar al laboratori de F.G. Hopkins al Caius College, on s'especialitzà en embriologia i embriogènesi.
El 1936, tres científics xinesos van visitar Anglaterra per treballar amb Needham: Lu Gwei-Djen, Wang Ying-lai, i Chen Shi-chang. Lu (1904-1991), que era la filla d'un farmacèutic de Nanquín, li va ensenyar a Needham el xinès clàssic. A partir d'aquest moment Needham es va interessar pel passat tecnològic i científic de la Xina. És més, després de conèixer a través dels científics xinesos el passat de la Xina, es va plantejar la seva "Gran Pregunta": Per què la Xina va ser superada per Occident en els camps de la ciència i la tecnologia, malgrat el seu èxit inicial? En un intent de respondre aquesta pregunta, va iniciar la seva Sèrie Science and Civilization in China.
Sota la supervisió de la Royal Society, entre 1942 i 1946 va dirigir la Missió científica britànica a la Xina, i fou nomenat conseller de la comissió xinesa d'investigació de recursos naturals i de l'Administració mèdica de l'Exèrcit xinès. Per la seva actuació va rebre el títol de "ciutadà honorari" de la Xina. Va col·laborar amb l'historiador Wang Ling, i va conèixer diversos acadèmics xinesos, entre ells el pintor Wu Zuoren.
De la mateixa manera, va visitar diversos llocs de la Xina Occidental, com Dunhuang i Yunnan, i diverses institucions educatives, de les quals va recopilar ingents quantitats de referències i materials, que més tard va utilitzar en la seva obra Science and Civilisation in China. Com a resultat de les seves estades als països d'Orient, es va sentir profundament interessat per les seves civilitzacions, i s'especialitzà com a orientalista.
Entre 1946 i 1948 va ocupar el càrrec de director del Departament de Ciències Naturals de la UNESCO, a París, i després d'abandonar el càrrec va tornar al Caius College, quan la Cambridge University Press va finançar en part la seva sèrie Science and Civilisation in Xina. Va ensenyar bioquímica fins a 1966 (any en què va rebre el seu Mestratge en el Caius College), i es va retirar per complet de les activitats d'historiografia el 1990.
Needham es va casar, en primer terme, amb Dorothy Moyle, i després d'enviudar, amb Lu Gwei-Djen, que havia conegut amb el seu treball. Des del 1982 va patir la malaltia de Parkinson, i va morir a casa seva, a Cambridge, a l'edat de 94 anys.
El Centre Joseph Needham, a Londres, és un gran lloc d'investigació.

## Obres destacades
- Science, Religion and Reality (1927)
- A History of Embriology (1934)
- Biochemistry and Morphogenesis (1942)
- Chinese Science (1946)
- Science and Civilisation in China (obra monumental, en 15 volúmenes, iniciada el 1954)
- The Grand Titration: Science and Society in East and West (1969, 1979: ISBN 0 04 931008 9)